# Перишич, Радоица
Радоица Перишич (сербохорв. Радојица Перишић / Radojica Perišić; 1906, Казанци — 4 апреля 1945, Разбой-Левчански) — сербский православный священник, воевода Югославских войск на родине и командующий четницким отрядом из черногорского города Голия. Один из первых четницких воевод, начавших оказывать вооружённое сопротивление немецким войскам после бегства югославской королевской семьи из страны.

## Биография
Родился в селе Казанци. До войны был священником, его прихожанами были жители Черногории и Герцеговины. 6 апреля 1941 года после начала преследования хорватскими властями сербского православного населения Герцеговины покинул свой приход, скрываясь между Голией и Казанцами, а затем ушёл в Стару-Герцеговину. С июня 1941 года присоединился к движению сопротивления, состоял в четницком отряде Милорада М. Поповича. Во время войны командовал Мостарской и Голийской четницкими бригадами из Невесиньского корпуса.
Во время войны некоторое время Перишич сотрудничал с итальянскими войсками. Несколько раз подчинённые ему солдаты устраивали бойни в мусульманских деревнях Санджака, Герцеговины и Черногории. 4 июня 1945 года во время битвы на Лиевче-Поле, отступая со своими черногорскими войсками, ввязался в бой против усташей, атаковавших силы Павле Джуришича, и погиб одним из первых вместе со всем командованием Гатацкой четницкой бригады.
На послевоенном суде Драголюб Михаилович рассказал, что ничего особенного о Перишиче не слышал.